# Antoni Roldós i Baleta
Antoni Roldós i Baleta   (Vilassar de Mar, 16 de juliol de 1842 - Vilassar de Mar, 12 de juliol de 1909) fou un capità de la marina mercant, anomenat «l'heroi de Cavite» per la seva destacada actuació a la batalla naval de Cavite (Illes Filipines) durant la guerra hispano-estatunidenca (1898). Va ser el capità de la marina vilassarenc més condecorat.

## Biografia
Antoni Roldós i Baleta ‘Toni Xic’ va néixer a Vilassar de Mar (Maresme) el 16 de juliol de 1842, al carrer de Sant Llorenç. Fou el primer d'una família set germans, arrelada des de feia segles a la població. Era fill del marí Josep Roldós i Borotau (1813-1858) i de Josepa Baleta Masclans. El pare feia navegació de cabotatge de mercaderies i passatgers per la costa mediterrània.
Molt jove, als catorze anys, ingressà a l'Escola de Nàutica de Barcelona (1856) i finalitza els seus estudis el 1859, any en què embarcà per fer els seus viatges de pràctiques. El 1862 va ser nomenat tercer pilot i va navegar amb aquest càrrec en el bergantí Triunfo. L'any següent, amb el nomenament de segon pilot, se li confià el comandament d'aquest vaixell, amb el qual va fer diversos viatges als ports del continent americà, les Antilles, Anglaterra i el nord de França. L’any 1870 va assumir el comandament de la corbeta Avelina, en què navega per aigües americanes de les Antilles i els ports de l'estuari del Riu de la Plata. El 1875 arribà al port de Guayaquil on desembarcà el seu germà Jaume Roldós Baleta, que s'establirà definitivament a l'Equador i serà el fundador de les branques equatorianes dels Roldós. El 1869 s'havia casat amb Mercè Moragull i Pujol a Barcelona. D'aquesta unió naixeran tres fills: Mercè, Josepa i Josep.
A Antoni Roldós li va tocar de ple l'època de transició amb el pas de la vela al vapor, que significà per a ell tot un repte. El 1881 va entrar en la companyia naviliera del marquès de Campo, a la qual va prestar importants serveis fins a la seva desaparició. Seguidament, ingressà a la Companyia Transatlàntica, llavors en plena expansió, com a pilot; anys més tard ascendirà a capità. Va embarcar en el vapor Ciudad de Santander, de la carrera de Cuba, efectuant dos viatges, en un dels quals es va examinar a l'Havana de primer pilot. Fou seguidament transbordat a la nau Isla de Cebú, fent altres viatges a Cuba com a segon oficial. Va prendre després el comandament dels següents vapors de la Companyia: el vapor Tánger, què inaugurà la línia de Cadis a Tànger, Algesires, Gibraltar i Màlaga; el Baldomero Iglesias, que feia la ruta dels ports de la costa occidental d'Àfrica, el vaixell Rabat, que feia el mateix itinerari, i a més el Larache, entre aquests ports i també a Fernando Poo.
Després de servir a les línies de Fernando Poo i del nord d’Africa, l'any 1897 pren el comandament del transatlàntic i vapor correu Isla de Mindanao de 8.100 tones, que aleshores canvià la línia de les Filipines pel següent itinerari «turístic»: Singapur - Cadis - Barcelona - Port Saïd - Adén - Colombo - Singapur - Manila.
El 1898, navegant amb aquest vaixell cap a les Filipines, es veurà involucrat en la guerra hispano-estatunidenca i va esser militaritzat en arribar a Manila. Va participar en la batalla de Cavite, en què l'Isla de Mindanao va resultar incendiat i enfonsat. Un cop repatriat, molt afectat per la mort de la seva esposa durant la seva absència, retornà al servei comandant entre d'altres el vaixell Mogador, i després el Patricio de Satrústegui, vapor correu de la ruta de Buenos Aires.
Es va retirar a Vilassar de Mar el 1899 i va morir al carrer de la Concepció el 12 de juliol de 1909. Les seves despulles són al cementiri municipal de la població.

## La batalla naval de Cavite
El 4 d'abril de 1898 havia esclatat la Guerra hispano-estatunidenca i el vaixell de Roldós, l'Isla de Mindanao, es trobava en viatge de línia regular a Manila. El dia 30 d’abril de 1898, ja militaritzat i a les ordres de l’Armada espanyola, el capità Roldós rep ordres de fondejar a Cavite, un port situat a una vintena de milles al sud de Manila, on instal·laran dos canons al vaixell i restarà com creuer auxiliar. L'operació es du a terme a la mateixa badia on hi havia instal·lat el principal arsenal i la base naval de la colònia, al costat de la flota comandada pel contraalmirall Patricio Montojo. La flota espanyola estava formada per dos creuers obsolets (l'Isla de Cuba i l'Isla de Panay) i el vaixell insígnia Reina Cristina, a més de quatre canoners. Un conjunt de vaixells totalment antiquats sense cap possibilitat en un enfrontament amb els moderns vaixells estatunidencs.
L'endemà va aparèixer a la badia, quasi per sorpresa, l'esquadra nord-americana comandada per l’almirall Dewey amb quatre creuers blindats: l'USS Boston, l'USS Baltimore, l'USS Raleigh i l'USS Olympia, i dos canoners: l'USS Pretel i l'USS Concord. L'esquadra espanyola no va tenir cap possibilitat. L'USS Concord canonejà l'Isla de Mindanao que immediatament s'incendià. El capità Roldós i tota la tripulació pogueren abandonar el vaixell i arribar a terra. Un cop a terra, Roldós, amb graduació habilitada de tinent de navili, i la tripulació prosseguiren la guerra com a unitat terrestre dins d'un batalló. En el transcurs de la campanya terrestre morí de febres el tercer oficial de l'Isla de Mindanao Pere Sust Mir, també de Vilassar de Mar.
El 13 d'agost a Washington es signa l'alto el foc entre els exèrcits dels dos Estats, i el 10 de desembre de 1898 se signa el Tractat de París que ordena la sortida de les forces espanyoles de les Illes Filipines. Seran repatriats, en una evacuació penosa, 22.498 soldats i marins entre ells, els components de la tripulació de l'Isla de Mindanao cap a finals del mes de desembre del mateix any.

## Condecoracions
Condecoracions.
- Cavaller de la Reial Orde d'Isabel la Catòlica
- Cavaller de la Reial Orde de Carles III
- Medalla de l'Orde del Mèrit Militar (Espanya) Creu amb distintiu vermell
- Medalla de l'Orde del Mèrit Naval (Espanya) Creu de segona classe amb distintiu blanc
- Medalla d'or de la Sociedad Española de Salvamento de Náufragos
- Medalla d'argent de la Sociedad Española de Salvamento de Náufragos